# Wybory regionalne w Szlezwiku-Holsztynie w 2017 roku
Wybory do Landtagu Szlezwika-Holsztynu w 2017 roku – wybory do Landtagu 19. kadencji odbyły się 7 maja. Uprawnionych do głosowania było ponad 2,3 mln mieszkańców Szlezwika-Holsztynu, w tym po raz pierwszy około 57 000 młodych ludzi w wieku 16 lat.

## Zarejestrowane komitety
17 marca 2017 Krajowa Komisja Wyborcza zarejestrowała 13 z 14 komitetów wyborczych. Odrzucona została lista „Die Gerade Partei” (DGP), której członkowie nie zdołali zebrać wymaganych 1000 podpisów.
| Partia                                                                                                 | Skrót      | Lider              |
| --- | ---------- | ------------------ |
| Unia Chrześcijańsko-Demokratyczna                                                                      | CDU        | Daniel Günther     |
| Socjaldemokratyczna Partia Niemiec                                                                     | SPD        | Torsten Albig      |
| Związek 90/Zieloni                                                                                     | Grüne      | Monika Heinold     |
| Wolna Partia Demokratyczna                                                                             | FDP        | Wolfgang Kubicki   |
| Niemiecka Partia Piratów                                                                               | Piraten    | Patrick Breyer     |
| Związek Wyborców Południowego Szlezwiku                                                                | SSW        | Lars Harms         |
| Die Linke                                                                                              | Die Linke  | Marianne Kolter    |
| Niemiecka Partia Rodzin                                                                                | FAMILIE    | Kirsten Bollongino |
| Wolni Wyborcy                                                                                          | FW         | Thomas Thedens     |
| Alternatywa dla Niemiec                                                                                | AfD        | Jörg Nobis         |
| Liberalno-Konserwatywni Reformatorzy                                                                   | LKR        | Jürgen Joost       |
| Partia na rzecz Pracy, Praworządności, Ochrony Zwierząt, Promocji Elit i Inicjatyw Oddolnej Demokracji | Die PARTEI | Hannah Bierstedt   |
| Przyszłość Szlezwiku-Holsztyna                                                                         | Z.SH       | Lasse Lorenzen     |

## Wyniki wyborów
Wybory do Landtagu wygrała Unia Chrześcijańsko-Demokratyczna, która uzyskała 32% głosów i 25 mandatów. Frekwencja wyborcza wyniosła 64,20%.
| Partia polityczna | Partia polityczna        | Liczba głosów | %      | +/− | Liczba mandatów | +/− |
| ----------------- | ------------------------ | ------------- | ------ | --- | --------------- | --- |
|                   | CDU                      | 470 312       | 32,0%  | 1,2 | 25              | 2   |
|                   | SPD                      | 400 635       | 27,2%  | 3,2 | 21              | 1   |
|                   | Związek 90/Zieloni       | 189 728       | 12,9%  | 0,3 | 10              |     |
|                   | FDP                      | 168 521       | 11,50% | 3,3 | 9               | 3   |
|                   | AfD                      | 86 275        | 5,9%   | 5,9 | 5               | 5   |
|                   | Die Linke                | 55 833        | 3,8%   | 1,5 | 0               |     |
|                   | SSW                      | 48 941        | 3,3%   | 1,3 | 3               |     |
|                   | Niemiecka Partia Piratów | 17 053        | 1,2%   | 7   | 0               | 6   |
|                   | Niemiecka Partia Rodzin  | 9273          | 0,6%   | 0,4 | 0               | –   |
|                   | FW                       | 8430          | 0,6%   |     | 0               | –   |
|                   | Die PARTEI               | 8186          | 0,6%   |     | 0               | –   |
|                   | Z.SH                     | 4310          | 0,3%   | –   | –               | –   |
|                   | LKR                      | 3051          | 0,2%   | –   | –               | –   |

### Statystyki wyborcze
| Liczba uprawnionych do głosowania | 2 310 841 |
| Liczba głosujących                | 1 484 453 |
| Frekwencja                        | 64,20     |
| głosów nieważnych                 | 23 763    |
| % głosów nieważnych               | 1,60      |
| głosów ważnych                    | 1 460 690 |
| % głosów ważnych                  | 98,40     |